# Andrew Bradley
Andrew Bradley (* 14. Juli 1982 in Wien) ist ein ehemaliger österreichischer Radrennfahrer.
Andrew Bradley wurde 2003 österreichischer Staatsmeister im Zeitfahren in der U23-Klasse und in der Elite-Klasse. Außerdem wurde er auf der Bahn in vier Disziplinen Vizemeister. 2006 errang er den nationalen Titel im Punktefahren auf der Bahn, im Jahr darauf gewann er eine Etappe der Ungarn-Rundfahrt und ebenso die Gesamtwertung dieser Rundfahrt.
2009 beendete Bradley seine Radsport-Karriere.

## Erfolge
2003
- Österreichischer Staatsmeister – Einzelzeitfahren (Elite+U23)

2006
- Österreichischer Staatsmeister – Punktefahren

2007
- Gesamtwertung und eine Etappe Ungarn-Rundfahrt

## Teams
- 1999–2000: GS Rinascita-Ormelle
- 2001–2003: Bosch Hausgeräte Junkers
- 2004: Elk Haus-Simplon
- 2005: Junkers Royalbeach
- 2006: Aposport Krone Linz
- 2007: Swiag
- 2008–2009: RC Arbö Resch & Frisch Gourmetfein Wels